# Puente de los Descalzos
El puente de los Descalzos (Ponte degli Scalzi en italiano) es un puente de la ciudad de Venecia (Véneto, Italia), que junto con el puente de Rialto, el puente de la Academia y el puente de la Constitución son los únicos cuatro que atraviesan el Canal Grande. 

## Historia
También es llamado Puente de la Estación o Puente de la Ferrovía debido a su proximidad con la estación ferroviaria de Santa Lucía.
Los trabajos de su construcción comenzaron el 4 de mayo de 1932 a partir del proyecto del ingeniero Eugenio Miozzi (1889-1979). Fue inaugurado el 28 de octubre de 1934. Es un puente de un solo arco hecho totalmente de piedra de Istria.
Antes de su construcción en ese mismo lugar se encontraba un puente de hierro construido en 1858.

## Galería

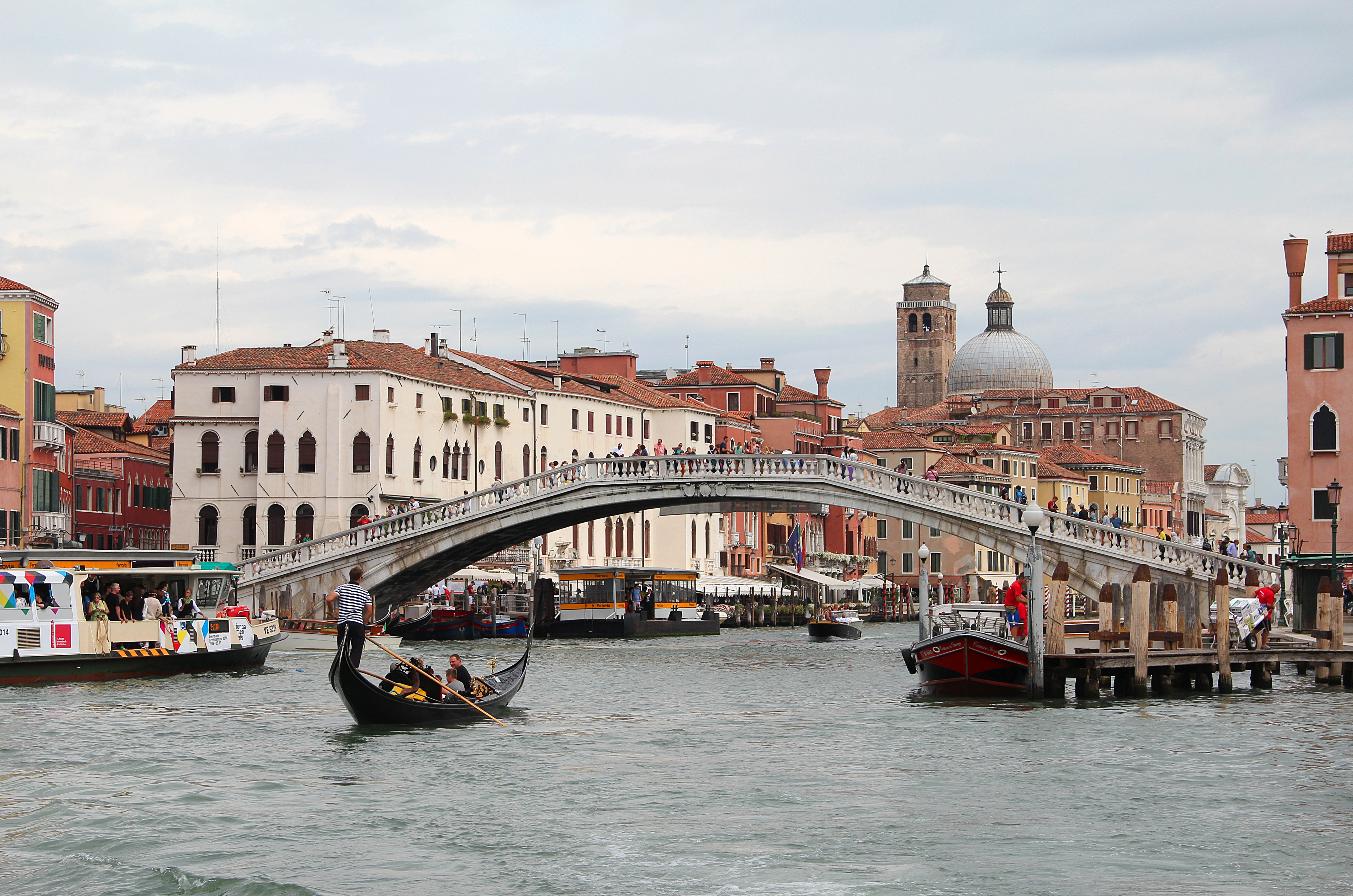
El puente de los Descalzos
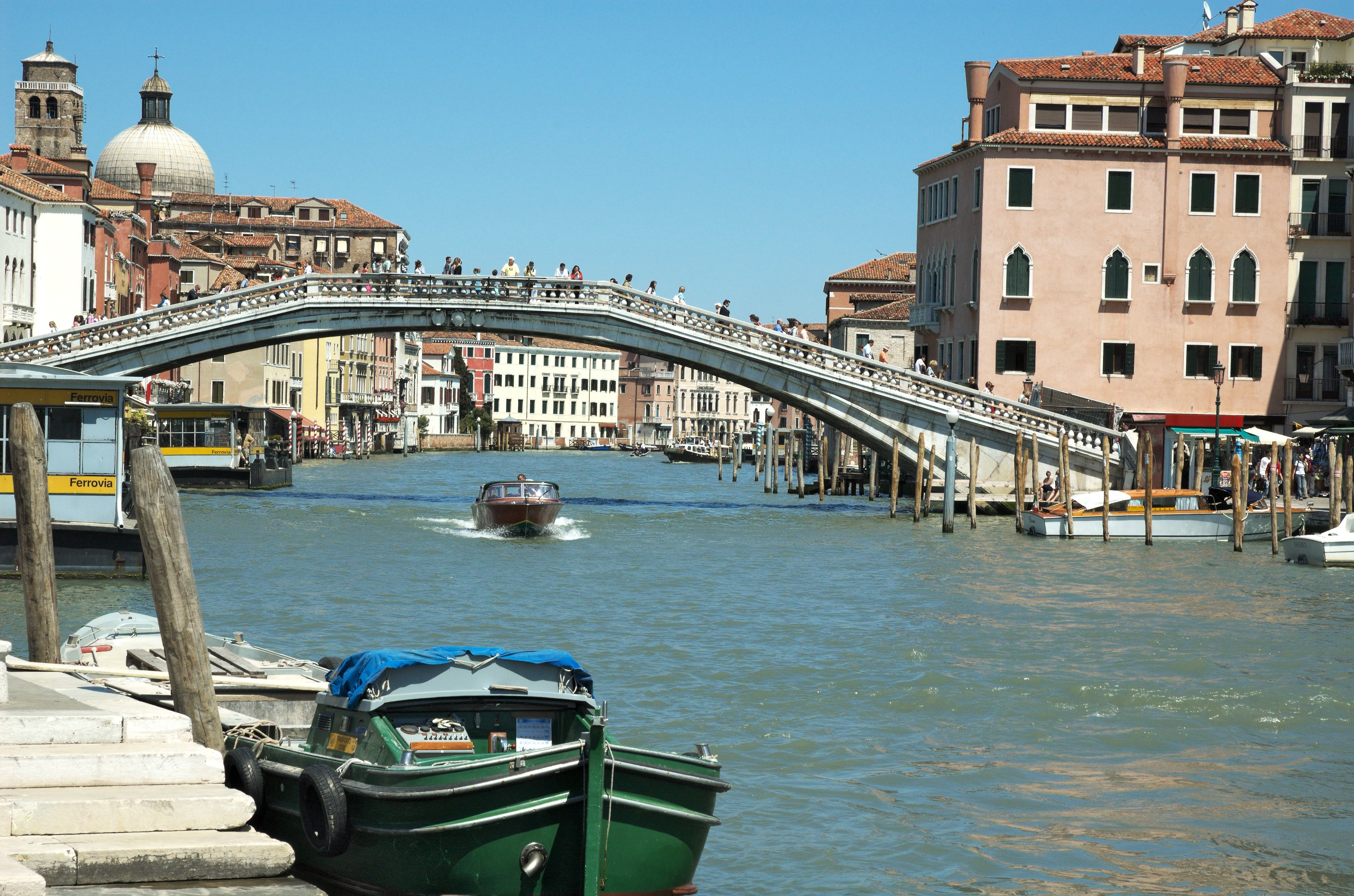
El puente de los Descalzos
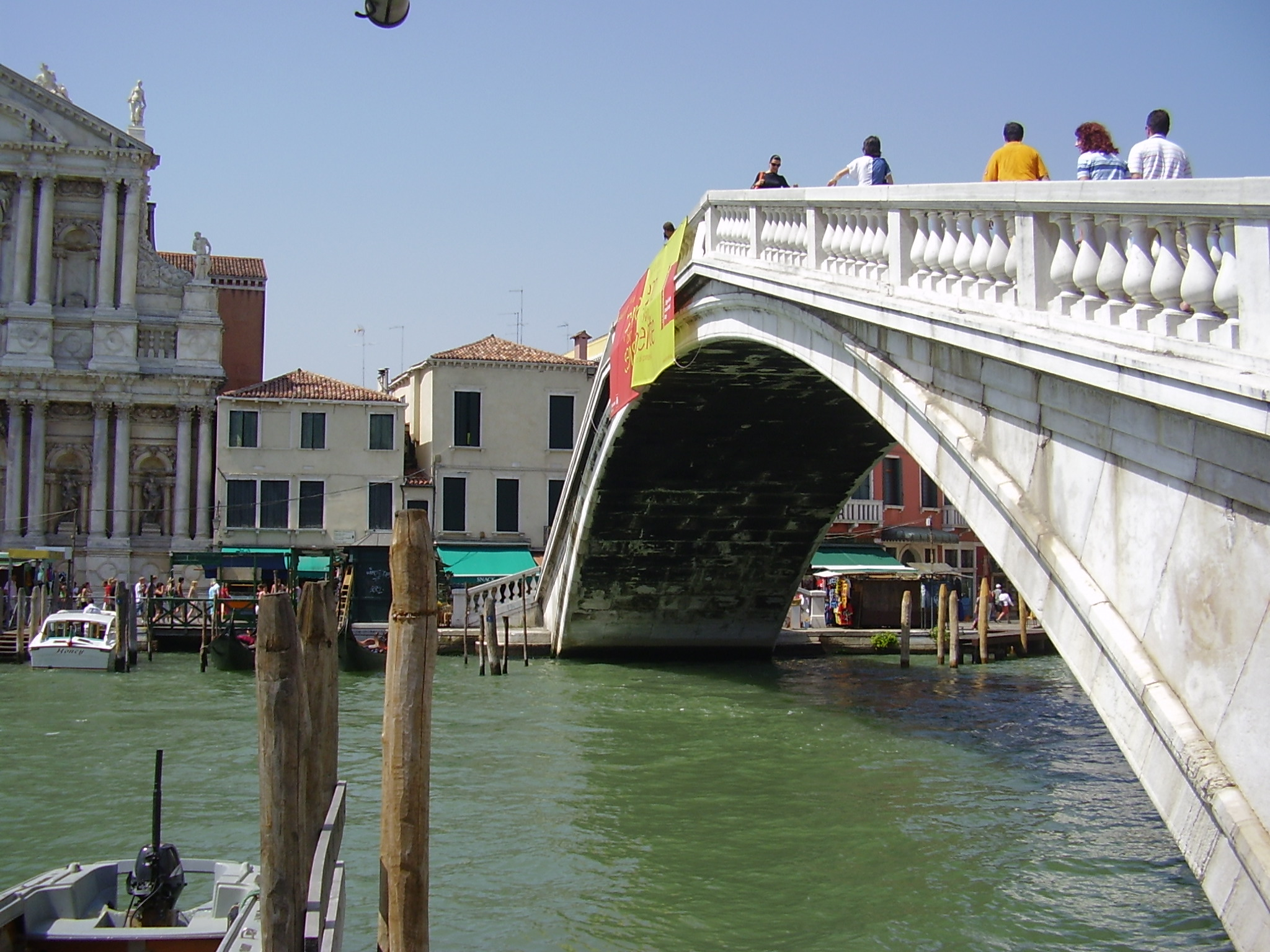
Vista cercana del puente de los Descalzos